# Шварц, Александер
Александер Шварц (нем. Alexander Schwarz; 23 февраля 1921 г., Борислав — ноябрь 2014 г., Мюнхен) — польский, потом немецкий ученый-кибернетик еврейского происхождения, узник Яновского концлагеря, филантроп.

## Биография
Александер Шварц родился в Бориславе в семье известного в Галиции инженера-геолога Давида Шварца (1901 — октябрь 1942) и Сары Шварц (в девичестве — Бахман, 29 июня 1903 — 23 февраля 1944) , дочери нефтепромышленника Шломо Бахмана. Отец Шварца был одним из спонсоров львовского еврейского театра «Маска», а также был известен как меценат, жертвовавший на поддержку еврейской общины Борислава, насчитывавшей 16 тыс. человек. Семья была весьма состоятельной, помимо Борислава владела апартаментами в престижном жилом районе Львова напротив Стрыйского парка.
Александер Шварц учился в средней школе во Львове, успешно сдал вступительные экзамены и в 1939 году и начал изучать юриспруденцию во Львовском университете. В свободное время занимался спортом в Еврейском спортивном клубе «Хасмонея».
Когда в сентябре 1939 года Галицию заняла Красная армия, семья переехала во Львов. В большом городе, в котором оказалось более ста тысяч беженцев из западной Польши, было легче оставаться незамеченными. Из Борислава семья Шварц бежала, опасаясь репрессий и депортаций в Сибирь.
После захвата Львова немецкими войсками ранней осенью 1941 года Шварц и его отец были арестованы и оказались в числе первых узников Яновского трудового лагеря (DAW Janowska).
Александер с отцом работали на еврейском кладбище на Золотой горе во Львове, где были вынуждены ломать надгробия и на себе переносить плиты в лагерь, где ими мостили дороги и площади. В октябре 1942 года, когда команда работников кладбища вернулась в лагерь, эсесовец Петер Блюм, венгерский немец, застрелил на глазах Шварца его отца. В 1966 году Александер Шварц выступил в качестве свидетеля на суде в Штутгарте, где Блюм был осужден на 6 лет тюрьмы за совершенные преступления.
Шварц получил ранение в голову, пытаясь спасти отца. Его выходили лагерные врачи из числа заключенных. В январе 1943 года во время казни Шварц притворился убитым и таким образом спасся из расстрельной ямы. Впоследствии он оказался вместе с Симоном Визенталем в составе зондеркоманды 1005 — «команде смерти», которая занималась выкапыванием и сжиганием трупов узников, расстрелянных в «Долине смерти».
Однажды во время погрузочных работ Шварц влез в кузов грузовика и зарылся в груду наваленных вещей. Попав таким образом в секцию дезинфекции Яновского концлагеря, он смог через несколько дней выбраться оттуда в город при помощи Ришарда Аксера, одного из руководителей антифашистского подполья. Выбравшись из «Долины смерти», Шварц прибился к рабочим на железнодорожной станции Клепаров. Команда рабочих, к которой присоединился Шварц, разрезала старые локомотивы на части и готовила их к отправке в Германию, которая остро нуждалась в металле.
В июле 1943 года Шварц с товарищами, обезоружив и задушив охранника, бежали со станции Клепаров в сторону Борислава. Шварц переоделся в немецкую форму убитого солдата, повесил на плечо его винтовку и таким образом увел со станции «под конвоем» троих еврейских заключенных. Молодые люди дошли до Карпат, создав там партизанский отряд из примерно 150 мужчин и женщин. За три месяца до освобождения горных районов Украины на лагерь еврейской самообороны напали бандеровцы, убив прятавшихся в землянках женщин.
После освобождения Борислава советскими войсками Александер Шварц начал искать свою семью. Вскоре он узнал, что его мать и сестра Хендл-Брандл были расстреляны в гетто 23 февраля 1944 года. Его брат Игнаци погиб в газовой камере в Белжеце. Младший брат Якоб-Вильгельм пропал без вести.
Александер Шварц во время своих скитаний заболел туберкулезом и был отправлен на лечение в Польшу, где женился и остался жить.
В Польше с 1947 по 1951 год учился на 2 факультетах Вроцлавского университета по специальностям «юриспруденция» и «национальная экономика». Затем он переехал в Варшаву и работал в различных компаниях на руководящих должностях, а также занимался исследованиями и множеством публикаций.
В 1966 году Шварц получил звание доктора народного хозяйства и стал директором Института кибернетики в Варшаве. В 1968 году вместе с семьей Александер Шварц уехал в Германию, спасаясь от польского антисемитизма. В Германии работал в основном фрилансером, сначала во Франкфурте-на-Майне, а позже в Мюнхене.
В 1992 году Шварц посетил Львов, где его потрясло количество нуждающихся евреев, в том числе жертв Холокоста. Эта поездка подтолкнула его на сбор средств для львовских евреев по все Европе. Он стал почетным президентом Благотворительного фонда «Леополис — Гуманитарная помощь Украине», также состоял в мюнхенской ложе Бней-брит. Александер Шварц учредил продовольственную программу для пожилых членов еврейской общины, детский сад и финансовую помощь нуждающимся семьям, собрал средства на установку памятника узникам и жертвам Яновского лагеря.